# Ranjani Shettar
Ranjani Shettar és una artista nascuda l'any 1977 a l'Índia, a Bangalore on viu i treballa actualment. És llicenciada en belles arts amb master d'escultura per la Karnataka Chirakala Parishath de Bangalore. Shettar crea instal·lacions escultòriques que juguen amb la poètica de l'espai, els volums, la llum i l'ombra i emfatitzen l'efecte de l'evolució urbanística envaint la natura. Ranjani Shettar utilitza com a base dels seus treballs materials naturals tradicionals: fusta, vímet, cotó, cera d'abelles o fang amb d'altres transformats per la indústria: metall, làtex, silicona o PVC, enfrontant la tradició i el desenvolupament.

## Obra
Ranjani Shettar s'inspira en el que veu des de casa a Bangalore. la importància dels elements, els monzons, la rosada, el vent, la llum del sol i, com aquests, incideixen en els organismes.
A la instal·lació Just a bit more (2005-2006) Ranjani Shettar imita la natura esculpint formes que recorden les teles d'aranya o els ruscs. Amb reiterats elements minimalistes que també es troben a Live on Mars (2008) construeix un món eteri, fràgil. L'any 2009 Shettar crea un grup de figures, Bird Song fetes amb musselina i perfils de metall. Són formes líriques que suggereixen les plomes i el vol, suspeses, com notes flotants d'una melodia que evoca la bellesa passatgera de la natura.
L'obra de Ranjani Shettar és càlida, laboriosa i màgica sense ocultar els procediments pels quals se sostenen les peces, tenses, ondulants o en equilibri a terra com tòtems. Per a la producció dels milers de peces necessàries per a la construcció de Touch me not, Flame of the Forest (2011) o Dewdrops and Sunshine (2012) és necessària la tradició manufacturera de l'Índia i una bona coordinació de l'equip per al muntatge.
La refosa d'elements antics i contemporanis, les formes universals, aprehensibles per tothom, la barreja de sentiments pedagògics i ecològics fan que l'obra de Ranjani Shettar desbordi els límits culturals i geogràfics.